# Car Tycoon
Car Tycoon is een bedrijfssimulatiespel ontwikkeld door BigBen Interactive en uitgegeven door JoWooD Productions in 2001. De speler beheert een autobedrijf dat zich staande wil houden in de auto-industrie door het ontwerpen, ontwikkelen, produceren en distribueren van de auto's. Het speelt zich af in de jaren 50 en 60.

## Overzicht
Er zijn meer dan 25 scenario's waarin de speler het autobedrijf tracht uit te breiden en succesvoller te laten zijn dan de andere bedrijven. De auto's die het bedrijf produceert kunnen zelf ontworpen worden, gebaseerd op een van 96 verschillende modellen.
De speler heeft een overzicht van de steden, de voertuigen en de personen in de steden. In deze steden rijden meer dan 300 verschillende auto's en er zijn meer dan 250 verschillende gebouwen.